# فريند ريتشاردسون
صديق ريتشاردسون (بالإنجليزية: Friend Richardson)‏ (و. 1865 – 1943 م) هو سياسي من الولايات المتحدة الأمريكية ولد في ميشيغان.
وهو عضو في الحزب الجمهوري .